# كلية طب الأسنان بجامعة الدمام
كلية طب الأسنان بجامعة الدمام (بالإنجليزية: College of Dentistry University of Dammam) هي كلية طب الأسنان المرتبطة بجامعة الدمام والغرض منها نشر المعرفة في جميع مجالات طب الأسنان، وتشجيع التنمية في مجال تعليم طب الأسنان من حيث العلاج، والأبحاث العلمية.
تأسست كلية طب الأسنان في الفترة 2001م تحت رعاية جامعة الملك فيصل بالدمام، وبعد موافقة المجلس التنفيذي لوزارة التعليم العالي على فصل فرع الدمام بجامعة الملك فيصل، أصبحت جامعة الدمام جامعة مستقلة في عام 2009، وأصبحت كلية طب الأسنان بجامعة الدمام الكلية الأولى في المنطقة الشرقية والمؤسسة التعليمية الثالثة للأسنان بالمملكة العربية السعودية.

## عمداء كلية طب الاسنان
كان هناك أربعة عمداء للكلية:
- أ.د. عبد السلام عبد الله السليمان (2001-2005): العميد المؤسس.[3]
- أ.د. عبد الله بن محمد الربيش (2005-2007)
- د. رائد محمد بخاري (2007-2009)
- د. فهد أحمد الحربي (2009 حتى الآن) [4]

## نواب العمداء
- د. عاصم الأنصاري، [5] نائب العميد للشؤون الأكاديمية.
- الدكتور فيصل العنيزان، نائب العميد للمرحلة السريرية.
- البروفيسور مها عبد السلام، [6] نائب العميد للجودة والتطوير.
- الدكتور عماد الشويمي، [7] نائب العميد للدراسات العليا والبحث العلمي.
- د. جيهان الحميد، [8] نائب العميد لشؤون الطالبات.

## الأقسام

### قسم علوم الأسنان الطبية والحيوية
يترأس القسم الدكتور بدر عبد الرحمن الجندان، ويحتوي القسم على العديد من الشعب التي تهتم بتشخيص أمراض الفم وطرق علاجها، بالإضافة إلى الشعب المتخصصة بجراحة الفم والفكين والأشعة، حيث يتعلم الطالب مبادئ العلوم الحيوية لطب الأسنان، وتشريحها، وأساسيات جراحة الأسنان.

#### شعبة أحياء الفم
تهتم الشعبة بتدريس الخصائص الأساسية لعلم أحياء الفم والأنسجة المكونة له والمحيطة به.

#### شعبة أمراض الفم
تهتم بدارسة الأمراض التي تصيب الرأس والرقبة، من خلال مختلف الأعراض التي تظهر على الوجه والرقبة وباقي أنحاء الجسم.

#### شعبة أشعة الفم
تعليم فيزياء الأشعة السينية، وكيفية أخدها وقراءة الصور المأخوذة.

#### شعبة تشخيص أمراض الفم
تهتم بتعليم الطالب التقنيات الحديثة لتشخيص أمراض الفم، وتمرينه عليها.

#### شعبة طب الفم
تهتم بتعليم المهارات العلاجية التي تمكن الطالب من فحص مختلف أمراض الفم، وتشخيصها، وعلاجها.

#### شعبة جراحة الوجه والفكين
تهتم بتعليم المهارات العلاجية المهمة لخلع الأسنان، وكيفية تطبيق التقنيات الجراحية المختلفة لعلاج الأورام، والضربات، والمشاكل الجمالية.

### قسم علوم الأسنان الوقائية
يترأس القسم الدكتور عادل العجل، يتضمن القسم العلاجات الوقائية باستخدام طرق التشخيص الحديثة ويحفز برامج صحة أسنان المجتمع لتقديم خدمات طب الأسنان الوقائي للأفراد والمجتمعات.

#### شعبة صحة أسنان المجتمع والصحة العامة
تهدف إلى ربط الظروف الثقافية والجتماعية للمجتمع بصحة الفم والأسنان وتأهيل الطالب لذلك. يتولى مهام التدريس في هذا القسم د.خليفة الخليفة ود.عاصم الأنصاري ود.بلقيس جعفر.

#### شعبة تقويم الأسنان
```
تهتم بتعليم الطالب أساسيات علم تقويم الأسنان، وكيفية تشخيص مشاكل إطباق الأسنان، وتشوهات الوجه والفكين. يتولى مهام التدريس في هذا القسم د.عصام نصار ود.نايف المسعود ود.سليمان شاهين.
```

#### شعبة طب أسنان الأطفال
تعليم الطالب النمو الطبيعي لأسنان الأطفال وما يتعلق به من أنسجة وخلايا، فضلًا عن تعليمهم العلاجات الوقائية والأمراض الوراثية التي تُعنى بالأسنان عند الأطفال. يتولى مهام التدريس في هذا القسم د.عزة تاج الدين ود.يوسف اليوسف ود.جيهان الحميد ود.مهند الحريقي ود.سوميت بيدي ود.مازن القحطاني ود.إيمان بخرجي.

#### شعبة طب الأنسجة المحيطة بالأسنان
تهتم بتعريف الطالب على الأنسجة المحيطة بالأسنان، في الصحة والمرض، وكيفية التعرف على التغيرات المرضية الناتجة عن الأسباب الموضعية والعامة. يتولى مهام التدريس في هذا القسم د.خالد الماس ود.عادل العجل ود.ستيف سميث ود.عبد الكريم الحميدان.

### قسم علوم الأسنان الإصلاحية
يترأس القسم الدكتور عماد الشويمي، شرح طرق علاج الأسنان الإصلاحي من حشوات ومن علاج الجذور ومجاراة التطورات والتغييرات الحادثة عالميا في مجال علوم الأسنان الطبية والحيوية.

#### شعبة مواد الأسنان الحيوية
تهتم بتعليم أنواع المواد، وخصائصها الفيزيائية والكيميائية، وكيفية الاستفادة منها في مختلف تخصصات الأسنان.

#### شعبة إصلاح الأسنان
تهتم بكيفية علاج الجزء المصاب أو المفقود في الأسنان، وكذلك علاج مختلف الحالات المعقدة وظيفيا وجمالياً.

#### شعبة علاج الجذور
تهتم بتعليم النظريات الأساسية لعلاج أعصاب الأسنان، وكيفية تشخيص جذور الأسنان وعلاجها، ويتولى مهام التدريس في هذه الشعبة الدكتور عماد الشويمي.

### قسم علوم الأسنان الاستعاضية
يترأس هذا القسم الدكتور أحمد الثبيتي، ويوفر القسم دراسة مبادئ زراعة الأسنان من تشخيص دقيق وخطة علاجية، بالإضافة إلى المساعدة في العملية الجراحية للزراعة، ومن ثم إكمال التركيبة النهائية، بالإضافة إلى الدارسة النظرية والعملية للتركيبات الكاملة، والتركيبات الجزئية الثابتة والمتحركة.

#### شعبة الاستعاضة المتحركة الكاملة والجزئية
تعلم كيفية صنع طقم أسنان جزئي متحرك، وطقم كامل متحرك في الحالات المصابة بفقدان جزء من الأسنان، أو كامل الأسنان.

#### شعبة الاستعاضة الثابتة
تهتم بطرق تشخيص فقدان الأسنان وعلاجها، من خلال صنع طقم جزئي ثابت، وكيفية حماية الجزء المتبقي الطبيعي من السن من خلال عمل التلبيسات.

#### شعبة الاستعاضة المتطورة
تعويض ما تم فقدانه من الوجه والفكين.على سبيل المثال: صنع أنف، أو أذن، أو عين للمرضى المصابين بفقدان أجزاء من الوجه والفكين.

### قسم تعليم طب الأسنان
قديم الخدمات التعليمية لأعضاء هيئة التدريس وطلاب كلية طب الأسنان، من خلال التعليم، والاستشارات، وتنفيذ البرامج المختلفة التي لها علاقة بمهارات التعليم.

## معلومات عامة

### شروط القبول
- لديه شهادة الثانوية السعودية الفرع العلمي أو ما يعادلها.
- ألا يكون قد تجاوز عامين من تاريخ التخرج من المدرسة الثانوية.
- مواد السنة التحضيرية (المسار الصحي ) وتحقيق الشروط التالية:
  - 75% في كل من مقررات (علم الأحياء العام – الكيمياء – الفيزياء).
  - 80% في مقرر اللغة الإنجليزية .
  - جتياز اختبار المهارات اليدوية بالكلية.

### الإرشاد الأكاديمي
تتنوع الدراسة الجامعية وتختلف مجالاتها، وتحرص الكلية على إعداد برنامج خاص لتوعية طلابها بالمناهج الدراسية المتوفرة والتي تبدأ مع الطالب منذ التحاقه بالكلية وتستمر معه إلى سنوات الدراسة المختلفة.
ويهدف الإرشاد الطلابي إلى التعرف على مشاكل الطلاب والصعوبات التي تعترض تقدمهم أثناء الدراسة ومحاولة تذليل هذه الصعوبات. وكذلك يهدف الإرشاد الطلابي إلى توسيع مشاركة الطلاب وحثهم على التعاون مع زملائهم في مختلف الكليات ومع مجتمعهم الذي ينعمون بخيراته.

### الأنشطة الطلابية
الهدف من أنشطة الطلاب هو الاستفادة من وقت فراغ الطلاب في أنشطة مفيدة. يشارك كل من الطلاب وأعضاء هيئة التدريس في هذه الأنشطة من خلال عدد من اللجان.

### الوسائل التعليمية
تحتوي كلية طب الأسنان على وحدة سمعية بصرية، وأجهزة الإسقاط العلوية والشفافة والنماذج والعارضات التي تحاكي المرضى وشاشات الحاسوب الحديثة وأجهزة التلفزيون ومقاطع الفيديو ومسجلات الكاسيت؛ كما تقدم خدمات التصوير الطبي لهيئة التدريس والطلاب. إلى جانب ذلك، يوجد مختبر حاسوب للطلاب، ليس فقط لتعزيز مهاراتهم في الكمبيوتر ولكن لاستخدام هذه الأداة القوية للتعلم أيضًا.

### خدمات المجتمع
أحد الأهداف الرئيسية لكلية طب الأسنان هو تحسين الوعي الصحي لجميع أفراد المجتمع. يقوم قسم طب الأسنان المجتمعي بتنظيم وتنفيذ برامج وندوات توعية، والتي تغطي المراكز الصحية وغيرها من مراكز ومرافق خدمة المجتمع. كما يوفر قسم طب الأسنان المجتمعي التعليم والعلاج في مجال الرعاية الصحية الخاصة بالفم لسكان دور الرعاية الاجتماعية. توفر الكلية العديد من الأنشطة في هذا المجال مثل:
- الندوة السنوية لطب الأسنان
- محاضرات تربوية وعلمية شهرية
- دورات تدريبية